# New Orleans Saints 1997
La stagione 1997 dei New Orleans Saints è stata la 31ª della franchigia nella National Football League. Con un record di 6-10 la squadra si classificò al quarto posto della propria division, mancando i playoff per il quinto anno consecutivo nella prima stagione di Mike Ditka come capo-allenatore.

## Scelte nel Draft 1997
| Scelte dei Saints nel Draft 1996 |        |                |                |               |
| Giro                             | Scelta | Giocatore      | Ruolo          | College       |
| 1                                | 10     | Chris Naeole   | Guard          | Colorado      |
| 2                                | 33     | Rob Kelly      | Defensive back | Ohio State    |
| 2                                | 39     | Jared Tomich   | Defensive end  | Nebraska      |
| 3                                | 62     | Troy Davis     | Running back   | Iowa State    |
| 4                                | 99     | Danny Wuerffel | Quarterback    | Florida       |
| 4                                | 116    | Keith Poole    | Wide receiver  | Arizona State |
| 6                                | 165    | Nicky Savoie   | Tight end      | LSU           |

## Roster
| Roster dei New Orleans Saints nel 1997 |
| --- |
| Quarterback - 12 Billy Joe Hobert - 13 Doug Nussmeier - 5 Heath Shuler - 7 Danny Wuerffel Running Back - 24 Mario Bates - 40 Wes Bender - 28 Troy Davis - 44 Fred McCrary FB - 34 Ray Zellars FB Wide Receiver - 89 Brett Bech - 84 Eric Guliford - 88 Andre Hastings - 89 Mercury Hayes - 81 Randal Hill - 80 Daryl Hobbs - 83 Keith Poole - 86 Gunnard Twyner Tight End - 87 John Farquhar - 89 Kendall Gammon - 86 Tony Johnson - 85 Nicky Savoie - 82 Irv Smith Offensive Linemen - 69 Tom Ackerman C - 73 Isaac Davis G - 62 Jerry Fontenot C - 76 Keno Hills G - 74 Clarence Jones T - 67 Andy McCollum G - 65 Chris Naeole G - 77 Willie Roaf T - 66 Mike Verstegen G Defensive Linemen - 97 La'Roi Glover DT - 94 Joe Johnson DE - 93 Wayne Martin DT - 92 Darren Mickell DE - 91 Brady Smith DE - 90 Jared Tomich DT Linebacker - 50 Ink Aleaga - 53 Don Davis - 55 Mark Fields - 52 Richard Harvey - 59 Keith Mitchell - 54 Winfred Tubbs Defensive Back - 27 Vashone Adams SS - 21 Eric Allen CB - 30 Je'Rod Cherry FS - 38 Donovan Greer CB - 23 Chris Hewitt - 33 Rob Kelly FS - 29 Sammy Knight SS - 25 Alex Molden CB - 30 Anthony Newman FS - 26 Mickey Washington CB Special Team - 10 Doug Brien K - 3 Mark Royals P Lista delle riserve - 96 Luke Fickell DT (IR) |
| Legenda - I rookie sono in corsivo. - Il primo ruolo è il principale mentre gli eventuali successivi indicano i ruoli secondari. - (IR) sta per Injured Reserve ed indica la lista ristretta per un solo giocatore infortunato che può tornare ad allenarsi dopo la settimana 6 e a rientrare in prima squadra dopo che questa ha giocato 8 partite. - (NF-Inj.) / (NF-Ill.) stanno rispettivamente per Non-Football Injured e Non-Football Illness ed indicano le liste dove viene inserito un giocatore che ha un infortunio o una malattia non dipendente dal football americano. - (PUP) sta per Physically Unable to Perform ed indica la lista dove viene inserito un giocatore mentre è in attesa di recuperare la condizione fisica. Nella stagione regolare dopo la sesta partita giocata dalla propria squadra, il giocatore ha tempo tre settimane per riprendere ad allenarsi, più tre settimane aggiuntive dal suo rientro agli allenamenti per rientrare in prima squadra. |

## Calendario
| Stagione regolare |                        |                    |
| Turno             | Avversario             | Risultato          |
| 1                 | at St. Louis Rams      | S 38–24            |
| 2                 | San Diego Chargers     | S 20–6             |
| 3                 | at San Francisco 49ers | S 33–7             |
| 4                 | Detroit Lions          | V 35–17            |
| 5                 | at New York Giants     | S 14–9             |
| 6                 | at Chicago Bears       | V 20–17            |
| 7                 | Atlanta Falcons        | S 23–17            |
| 8                 | Carolina Panthers      | S 13–0             |
| 9                 | San Francisco 49ers    | S 23–0             |
| 10                | Settimana di pausa     | Settimana di pausa |
| 11                | at Oakland Raiders     | V 13–10            |
| 12                | Seattle Seahawks       | V 20–17            |
| 13                | at Atlanta Falcons     | S 20–3             |
| 14                | at Carolina Panthers   | V 16–13            |
| 15                | St. Louis Rams         | S 34–27            |
| 16                | Arizona Cardinals      | V 27–10            |
| 17                | at Kansas City Chiefs  | S 25–13            |

Nota: gli avversari della propria division sono in grassetto

## Classifiche
| NFC West                |    |    |   |      |     |      |     |
|                         | V  | S  | P | %    | DIV | CONF | STR |
| (1) San Francisco 49ers | 13 | 3  | 0 | .813 | 375 | 265  | S1  |
| Carolina Panthers       | 7  | 9  | 0 | .438 | 265 | 314  | S2  |
| Atlanta Falcons         | 7  | 9  | 0 | .438 | 320 | 361  | S1  |
| New Orleans Saints      | 6  | 10 | 0 | .375 | 237 | 327  | S1  |
| St. Louis Rams          | 5  | 11 | 0 | .313 | 299 | 359  | V1  |